# Peter Hicinger
Peter Hicinger (tudi Peter Hitzinger), slovenski rimskokatoliški duhovnik, pisatelj, publicist in zgodovinar, * 29. junij 1812, Tržič, † 29. avgust 1867, Postojna.

## Življenjepis
Rodil se je očetu Mihaelu Icingerju (sic!) in materi Uršuli (rojena Poprian). Hicinger je leta 1835 v Ljubljani končal študij teologije. Kot kaplan je služboval v različnih krajih. Od leta 1859 do smrti pa je bil sprva duhovnik in nato dekan v Postojni.

## Književno delo
Veliko je pisal v slovenskem in nemškem jeziku. Poleg pesemi je objavil povest Močni baron Ravbar z dolgo brado (1858), od leta 1859 do 1864 je izdajal Domači koledar slovenski. V Novicah, Zgodnji danici in Učiteljskem tovarišu je pod psevdonimoma Znojemski in Podlipski objavljal slovenske članke. Tekste v nemščini pa je objaljal v nemških časopisih: Mittheilungen des historischen Vereins für Krain, Blätter aus Krain, Illyrrisches Blatt, Laibacher Zezung in drugih. V Zgodnji danici je pisal zlasti o cerkveni zgodovini, v glasilu Mittheilungen pa je objavil okoli 60 člankov o različnih zgodovinskih temah.